# (400289) 2007 TH51
(400289) 2007 TH51 es un asteroide perteneciente al cinturón de asteroides, descubierto el 4 de octubre de 2007 por el equipo del Spacewatch desde el Observatorio Nacional de Kitt Peak, Arizona, Estados Unidos.

## Designación y nombre
Designado provisionalmente como 2007 TH51.

## Características orbitales
2007 TH51 está situado a una distancia media del Sol de 2,347 ua, pudiendo alejarse hasta 2,733 ua y acercarse hasta 1,962 ua. Su excentricidad es 0,164 y la inclinación orbital 4,052 grados. Emplea 1313,96 días en completar una órbita alrededor del Sol.

## Características físicas
La magnitud absoluta de 2007 TH51 es 17,6.